# 巴特梅根特海姆
巴特梅根特海姆（德語：Bad Mergentheim，發音：[baːt ˈmɛʁɡn̩thaɪm] ⓘ）是德国巴登-符腾堡州斯图加特行政区美因-陶伯县的城市，面积129.96平方千米，2023年12月31日人口为24,752人。